# Choptank (fleuve)
Le Choptank est un fleuve qui coule au nord-est des États-Unis et se jette par la baie de Chesapeake dans l'océan Atlantique Nord. C'est le plus grand cours d'eau de la péninsule de Delmarva.

## Source
- (en) Cet article est partiellement ou en totalité issu de l’article de Wikipédia en anglais intitulé « Choptank River » (voir la liste des auteurs).